# Itabapoana (São Francisco de Itabapoana)
Itabapoana é o segundo distrito do município brasileiro de São Francisco de Itabapoana, no interior do estado do Rio de Janeiro. De acordo com o Instituto Brasileiro de Geografia e Estatística (IBGE), sua população no ano de 2010 correspondia a 30% da população do município, sendo 6 226 homens e 6 176 mulheres, possuindo um total de 8 099 domicílios particulares.
O distrito foi criado pelo Decreto Provincial n.º 989, de 15-10-1857 e por Decretos Estaduais n.ºs 1, de 08-05-1892 e 1-A, de 03-06-1892, com a denominação de São Sebastião de Itabapoana, e anexado ao município de  São João da Barra. Passou a entregar o município de São Francisco de Itabapoana, em 1992, já com o nome de "Itabapoana" e não mais "São Sebastião do Itabapoana", quando o mesmo ganhou sua emancipação passando assim a ser o segundo distrito do município.

## História
Não se sabe exatamente a localização exata da vila fundada por Pero de Góis em sua capitania, em qual dos dois núcleos seria teria sido fundada a Vila da Rainha, no interior, situado nas primeiras quedas do Rio Managé, hoje Itabapoana, ou o do litoral. Esta foi e ainda é uma das primeiras questões que a equipes de pesquisas arqueológicas procuraram responder através de levantamentos de documentos históricos, chegando à conclusão de que a Vila era formada pelos dois núcleos, tanto o do interior, como o do litoral.
As pesquisas mostram que Pero de Góis atribuiu uma única denominação aos dois núcleos de povoação da Vila da Rainha, em trecho de carta escrita para D. João III.
Pero de Góis conhecia bem o litoral, pois já anteriormente estivera acompanhando expedição de Martim Afonso de Sousa e de seu irmão Pero Lopes de Sousa. A escolha da enseada do Retiro seria possível, posteriormente, quando achasse que ali seria mais conveniente para ele. Talvez mais protegida. Segundo Augusto de Carvalho, Góis escolheu para seu ancoradouro essa enseada de Retiro, a poucas braças ao sul do rio Managé. Ali, no sítio que se conhece pela denominação de Barreira do Retiro, lançou os fundamentos da nova povoação, começando por erigir uma pequena capela por invocação de Catarina, rainha de Portugal que inspirara o nome de Vila da Rainha à sua povoação.
Pero de Góis buscou socorro na capitania do Espírito Santo, em virtude da ferocidade dos goitacazes, em 1546, junto a Vasco Fernandes Coutinho. Deixando para trás inúmeras construções.
O major Fernando José Martins diz em sua obra, que, ainda em 1868, existiam algumas ruínas no local conhecido como Barreira de Góis, ou Ribeira de Góeis. O autor ainda acrescenta que Francisco Dias, primeiro povoador de Barra do Itabapoana depois dos donatários, encontrou, restos e ruínas da colônia… como fornos, fragmentos de muralhas e outros objetos que não poderiam ser transportados para bordo.  Fernando José Martins e Cezar Augusto Marques concordam que no local entre a Ponta de Manguinhos e o Rio Itabapoana, perto da Ponta do Retiro se acharam vestígios de antiga povoação, e em um cômoro umas mós,  tendo Pedro de Góies ali levantado uma engenhoca e uma capela dedicada a Santa Catarina, que ficaram depois abandonadas, local que recebeu o nome de Santa Catarina das Mós.
A confusão em relação ao local onde teria sido erguida a Vila se dá pelo capitão e cartógrafo Manoel do Couto Reys, que em seu relatório, 1785, referiu o nome de Santa Catarina de Mós às ruínas que ele encontrara na foz do Itabapoana (Managé), na Enseada do Retiro. Confusão perfeitamente explicável porque a capela erigida na Vila da Rainha tinha por invocação Santa Catarina, em homenagem à rainha de Portugal, D. Catarina, esposa de D. João III.  Homenagem feita a essa rainha por Pero de Góis ao atribuir, também aos seus povoados o nome de Vila da Rainha

## Geografia e subdivisões
O distrito de Itabapoana faz fronteira a leste com o oceano Atlântico, com o distrito-sede ao sul, a oeste com o distrito de Maniva e ao norte com o município de Presidente Kennedy (ES). Aproximadamente 30 km do litoral do município se encontram no distrito, o mesmo possui o relevo formado por superfícies planas, constituídas de depósitos argiloarenosos e argilosos. Possui os terrenos muito mal drenados, inundáveis, com padrão de canais meandrantes e divagantes, presente nas baixadas litorâneas, em baixos vales dos principais rios que convergem para a linha de costa ou resultantes da colmatação de paleolagunas. Baixa capacidade de suporte dos terrenos. Resumidamente, é formado por planícies de inundação e fluviomarinhas. Em sua hidrográfia se destaca o rio Itabapoana e alguns riachos, córregos e brejos, como o brejo da Cobiça e o rio Guaxindiba.
O distrito é divido em 23 bairros/localidades,  sendo a sede do distrito localizado no bairro de Barra do Itabapoana; possui em torno de 12 402 habitantes sendo, sendo 6  176 mulheres e 6 226 homens.
Em relação ao meio ambiente, a vegetação a qual pertence é a de Mata Atlântica, tendo nas áreas litorâneas o predomínio de vegetação de restinga, mais da metade da Estação Ecológica Estadual de Guaxindiba fica no distrito, possui um total de 13 praias. O clima é caracterizado como tropical, com menos chuvas no inverno que no verão,  na classificação climática de Köppen e Geiger o clima e classificado como Aw. A temperatura média anual é de 23.1°C e a média de pluviosidade é de 958 mm.

### Bairros
A tabela a seguir relaciona os bairros e localidades que se encontram no distrito de Barra Seca:
| Listas das localidades e bairros do 2° distrito                                                                                                | Listas das localidades e bairros do 2° distrito                                                            |
| --- | --- |
| Ilha dos Mineiros Guaxindiba Barrinha Coréia Buena Barra do Itabapoana Tatagiba Guriri Lagoa Doce Praça da Fé Máquina Morro do Bode Lagoa Feia | São Pedro Faxina Largo Travessão de Barra Batelão Santa Terrinha Campo do Junco Amontoado Guarixima Retiro |

## Demografia e economia
Em 2010, a população de Itabapoana foi estimada pelo Instituto Brasileiro de Geografia e Estatística (IBGE) em 12 402 habitantes, sendo 6 226 homens e 6 176 mulheres, distribuídos em um total de 8 099 domicílios particulares permanentes.  A razão de sexo era de 100.81 e Barra do Itabapoana  era o bairro mais populoso do distrito, com aproximadamente 3 000 residentes, sendo o terceiro mais habitado da cidade. A atuação pastoral católica das comunidades situadas nos bairros do distrito é subordinada às paróquias São Francisco de Paula, sediada no bairro Centro, e Imaculada Conceição e São Sebastião, no bairro Barra do Itabapoana, ambas jurisdicionadas à Diocese de Campos.
No bairro de Buena esta instalada uma das unidades das Indústrias Nucleares do Brasil, que atua no processo de separação e na comercialização dos minerais pesados conhecidos como ilmenita, zirconita, rutilo e monazita.  Em outros bairros é comum a cultura da plantação de mandioca, para a produção de farinha de madioca, assim como a plantação de abacaxi e coco. No bairro de Barra do Itabapoana esta localizada umas das mais antigas fabrica de farinhas de mandioca do estado do Rio de Janeiro, a fabrica de farinhas Tipity.

## Infraestrutura
Os bairros do distrito de Itabapoana sediavam um total de 15 instituições de ensino, dentre as quais treze pertenciam à rede pública municipal e duas à rede pública estadual. O distrito possui seis  unidades básicas de saúde sendo as principais presentes nos bairros de Barra do Itabapoana, Buena, Guaxindiba e Travessão de Barra são administradas pelo serviço público municipal e oferecem atendimentos e consultas básicas à população e serviços de enfermagem, além de servir como postos de vacina durante campanhas de vacinação. O serviço de abastecimento de água é feito pela Companhia Estadual de Águas e Esgotos do Rio de Janeiro (CEDAE), enquanto que o abastecimento de energia elétrica é de responsabilidade da Enel.
O distrito é servido pelas rodovias RJ-196, passando pelo litoral do distrito, do bairro de Guaxindiba ate seu termino no bairro de Barra do Itabapoana, RJ-224, a rodovia possui uma variante que vai até o bairro, e a via principal segue pelo bairro de Máquina até chegar no estado do Espírito Santo.

## Cultura e lazer

### Atrativos e eventos
Dentro os pontos turísticos no distrito de Itabapoana se destacam as Ruínas da Tipity, localizada no bairro de Máquina, as ruínas na década de 40 foi um dos grandes marcos  da época para o município, ainda podem ser vistos a imponente chaminé de 30 metros de altura e as ruínas do prédio de três pavimentos, totalmente abandonados. Já no bairro de Barra do Itabapoana, encontra-se a construção da década de 1940, Casa do Barão, que foi residência do barão austríaco Ludwing Kummer.
No dia de Corpus Christi, são confeccionados tapetes de serragem colorida em algumas ruas, avenidas e praças pelas comunidades pertencentes à Paróquia Imaculada Conceição e São Sebastião. Ainda cabem ser ressaltadas as festas juninas, muitas vezes realizadas pelas escolas nos bairros.  No bairro de Travessão de Barra, ocorre a tradicional Festa do Maracuja , que acontece desde 1986, o festival já recebeu atrações como a dupla sertaneja Guilherme & Santiago, Naldo Benny, João Neto & Frederico, entre outras atrações de nível nacional e regional.

### Esportes e instituições
No distrito encontram se alguns times de futebol amadores que disputam o Campeonato Municipal de Futebol, como o Travessão de Barra EC, Máquina FC, EC Guaxindiba e EC Buena.